# Joaquim de Càrcer i d'Amat
Joaquim de Càrcer i d'Amat   (Figueres, 6 de gener de 1835 - 11 de setembre de 1923) fou un noble català, sisè marquès de Castellbell i setè de Castellmeià, desè baró de Granera, així com també de Pau i de Talamanca, i senyor de Castellcir.

## Biografia
Era nebot de Gaietà Maria d'Amat i d'Amat, cinquè marqués de Castellbell, de qui heretà els títols nobiliaris, i fill de Ramon de Càrcer i de Falguera i Maria Escolàstica d'Amat i d'Amat.
Personatge destacat de la vida barcelonina, va col·laborar com a mecenes en diverses obres, la més destacada de les quals és el grup escultòric homenatge a la cançó popular, obra de l'escultor Miquel Blay, que es troba a la façana principal del Palau de la Música Catalana. Propietari d'innumerables immobles i censos dins i fora de la província de Barcelona, repartia la seva residència entre les propietats que tenia a Sant Feliu de Llobregat, Horta, Sant Andreu del Palomar i la plaça de Santa Anna a Barcelona. Es va casar amb Maria de la Concepció d'Oriola-Cortada i Salses, de la que quedà vidu i sense descendència, i va ser succeït per la seva neboda Maria Dolors de Càrcer i de Ros.
Morí l'11 de setembre de 1923 a l'edat de 86 anys. En el seu testament, llegà tots els seus béns a l'Hospital de la Santa Creu i Sant Pau de Barcelona, era amb la condició que les rendes es destinessin a la fundació i sosteniment d'una sala amb el nom de «Castellbell» a qualsevol dels edificis que s'estaven construïnt del nou hospital. En aquesta sala havien de ser acollits els «malalts barons pobres», és a dir, aquells que havent gaudit en altre temps d'una bona posició social, havien caigut en desgràcia per algun motiu. L'acolliment havia d'incloure no només les estades, sinó també el sufragi dels medicaments, les operacions quirúrgiques i altres atencions necessàries. També fou desig del Marquès que la sala estigués presidida pel seu bust en marbre, obra de l'escultor Miquel Blay.